# Arato

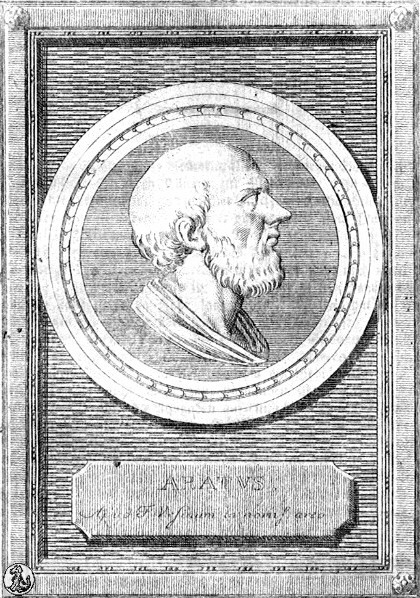
Arato.

Arato (Ἄρατος ὁ Σολεύς, 315 a. C. - 240 a. C.), nacido en Solos (Cilicia), fue un poeta y escritor de la Antigua Grecia. Su obra más conocida es el poema didáctico Φαινόμενα / Fenómenos (literalmente, 'Apariencias') que trata sobre los fenómenos astronómicos y meteorológicos perceptibles en el cielo. Aunque el tema se explica con cierto afán divulgativo, imprecisiones y errores, se convirtió en una obra muy popular en su tiempo y durante la Edad Media.

## Biografía

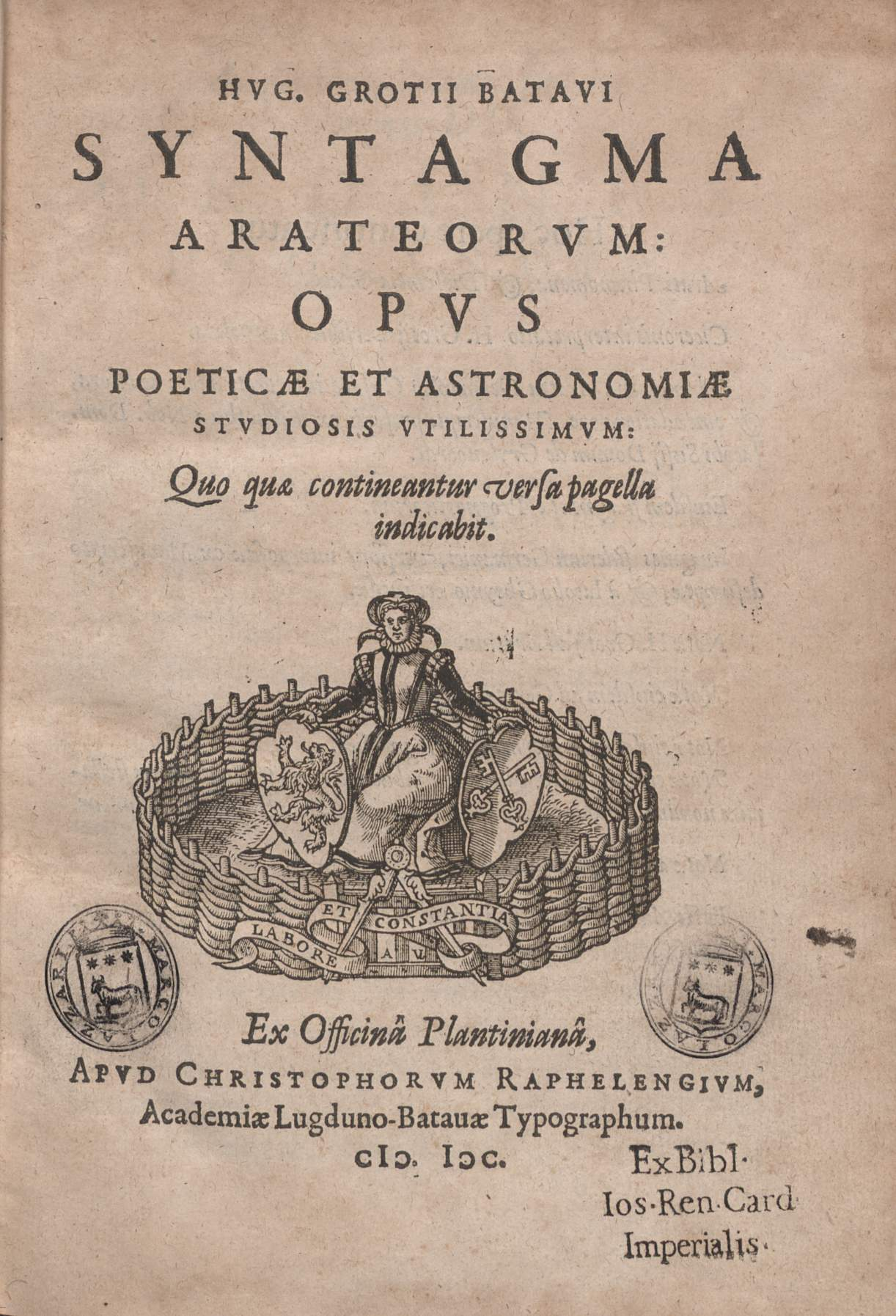
Phaenomena

Se conoce poco de su vida, pese a que hay fuentes relativamente abundantes. Era nativo de Soli (Cilicia), (aunque una autoridad dice Tarso), y estudió con Menécrates en Éfeso y con Filetas en la isla de Cos, donde probablemente se educó en medicina. Como discípulo del filósofo peripatético Praxífanes en Atenas, conoció al filósofo del estoicismo Zenón de Citio. Formó parte de la corte del rey macedonio Antígono II Gónatas, y fue tan estrecha su relación con el rey que llegó a oficiar su boda en la ciudad de Pela en el año 276 a. C. En esta ciudad se instaló y ejerció como médico, escritor, filósofo y poeta. 
Gozó de una gran reputación entre los escritores alejandrinos del helenismo primero, y entre los romanos después. Conoció al poeta Calímaco, quien lo celebró en un hermoso epigrama, y muchos otros lo mencionaron elogiosamente, como maestro de la poesía didáctica astronómica, en que supo conjugar conocimientos y poesía. Escribió varios poemas sobre distintas disciplinas cada uno: aparte de algunos de tema médico, también lo hizo sobre anatomía, farmacología y astronomía, y fue también epistológrafo, aunque muchos de esos escritos se encuentran perdidos en la actualidad. También llegó a escribir un Himno a Pan, donde relata la victoria de Antígono sobre los celtas en el año 277 a. C. Pero, sin duda alguna, su poema más famoso fue Fenómenos (Φαινόμενα), escrito durante el período de la corte macedónica de Antígono II Gónatas, que compuso entre los años 280 a. C. - 260 a. C.
Arato falleció cerca del año 240 a. C. en Pela y posteriormente sus restos fueron trasladados a la ciudad de Solos, para ser sepultado cerca del antiguo puerto. Hoy en día, este lugar se encuentra en un terreno privado y poco accesible.

## Obra
Los Fenómenos son el más refulgente y renombrado producto helenístico dentro del género de la poesía didáctica de tema astronómico. Este género fue iniciado por Hesíodo, considerado el primero, pero ese ejemplo cundió en el mundo antiguo de la literatura. En el ámbito latino, por ejemplo, cabe recordar que las Geórgicas de Virgilio se encuadran en ese mismo sendero literario, esta vez sobre tema agronómico.
Ya Aristóteles dedica unas líneas a distinguir la poesía didáctica (de tema médico o físico) de la verdadera épica, aunque ambos géneros se expresen en el mismo metro, el hexámetro, pues con la poesía didáctica se busca reafirmar conocimientos básicos, por ejemplo creencias, cultura, labores campesinas o navegación, todo ello con un fácil lenguaje. 
Como en el De rerum natura de Lucrecio, late en el poema erudito sobre el cielo de Arato una emoción religiosa y una cosmovisión filosófica estoica, mientras que destella en sus imágenes una polícroma y refinada mitología. Es una magnífica y pintoresca muestra de esa poesía alejandrina recargada de erudición y, por otro lado, sustentada en un sólido saber astronómico, en boga en su tiempo. 
Fenómenos fue muy influyente y leído en el mundo griego de su época; contiene algo más de mil hexámetros (1114 versos para ser exactos), dónde Arato de Solos nos describe el alto firmamento y sus constelaciones en estupendos versos de homéricas resonancias. Su obra se podría dividir en dos partes; la primera donde se encuentra un catálogo de las descripciones y posiciones de las constelaciones, así como su origen mitológico o catasterismo, y la influencia de la Luna y el Sol principalmente en los hombres, dónde se deja sentir su preferencia por el estoicismo. En la segunda parte describe prácticas para predecir el tiempo meteorológico, al observar el cielo.  
Es una poesía con un vocabulario poético arcaizante y homérico, pero, a la vez, innova dentro de esa lengua épica, de tan larga tradición, al introducir expresiones muy de su tiempo y su visión cósmica. Su estilo es sencillo, para que sea fácil de recordar, lo que logra gracias a las repeticiones y rimas que emplea de manera constante. 
Arato sigue principalmente a Hesíodo: es su modelo a seguir en cuanto a astronomía, aunque se llega a fundar en la mayor parte en los escritos de Eudoxo de Cnido. Fue una de las obras más estudiadas posteriormente e incluso se tradujo al latín en múltiples ocasiones, por lo que fue muy conocido y asimilado por poetas latinos como Virgilio, Manilio, Higinio, etc. Ovidio lo llega a mencionar en uno de sus poemas “Cum sole et luna semper Aratus erit”. 
La estructura de la obra no es doble; son dos poemas distintos unidos como partes de la misma obra. El primero, llamado Φαινόμενα / Phenomena ("Apariencias"), consta de 732 hexámetros; el segundo, Διοσημεῖα / Diosemeia, "Pronósticos", de 422. Phenomena, a su vez, parece estar fundado en dos obras en prosa, Phenomena y Enoptron (Ἔνοπτρον, "Espejo", presumiblemente una imagen descriptiva de los cielos), de Eudoxo de Cnido, escritas aproximadamente un siglo antes. Los biógrafos de Arato nos dicen que fue el deseo de Antígono versificarlos, lo que dio origen a los Fenómenos de Arato; y parece de los fragmentos conservados por Hiparco de las obras de Eudoxo, demuestran que Arato de hecho se ha limitado a versificar imitando de cerca partes de ambas obras, pero especialmente de la primera.
El propósito de los Fenómenos es ofrecer una introducción a las constelaciones y reglas para sus ortos o salidas y ocasos o puestas; y también sobre los círculos de las esferas, entre los cuales se cuenta la Vía Láctea. Las posiciones de las constelaciones, al norte de la eclíptica, se describen con referencia a los principales grupos que rodean el Polo Norte (Osa Mayor, Osa Menor, Draco y Cefeo), mientras que Orión sirve como punto de partida para las del Sur. Se mantienen la inmovilidad de la Tierra y la revolución del cielo alrededor de un eje fijo; el camino del Sol en el Zodiaco se describe; pero los planetas se presentan simplemente como cuerpos que tienen un movimiento propio, sin ningún intento de definir sus períodos; tampoco se dice nada sobre la órbita de la Luna. La apertura del poema afirma que todas las cosas dependen de Zeus. Por la falta de precisión en las descripciones, parecería que Arato no era ni matemático ni observador o, en todo caso, que en este trabajo no apuntó a la precisión científica. No sólo representa incorrectamente las configuraciones de los grupos particulares de estrellas, sino que describe algunos fenómenos que son inconsistentes con cualquier supuesta latitud que tenga el espectador, y otros que no podrían existir en ninguna época. Estos errores se deben, en parte, al propio Eudoxo, y, en parte, a la forma en que Arato ha utilizado los materiales que le proporcionó. Eso no pasó desapercibido a Hiparco alrededor de un siglo después, porque era un astrónomo y observador científico, y nos dejó un comentario sobre los Fenómenos de Eudoxo y Arato acompañado de las discrepancias que había notado entre sus propias observaciones y sus descripciones.

## Aportaciones

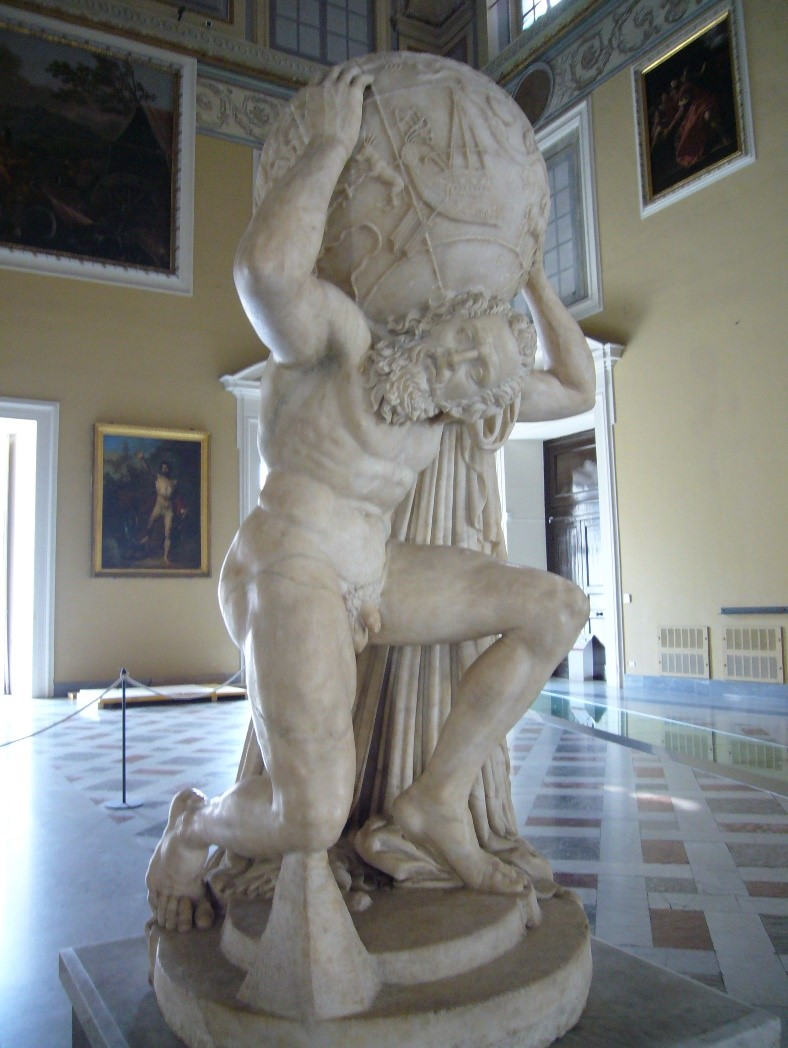
Atlas Farnesio Museo Arqueológico de Nápoles

La fuente principal para realizar la obra Phaenomena es Eudoxo de Cnido, quien nos dice que el cielo está conformado por esferas, aunque para él solo existen cuatro, en dos de las cuales se encuentran el Sol y la Luna. Esta teoría se irá desarrollando poco a poco hasta llegar a la Edad Media. Las representaciones de esta época se dan a partir de los relatos grecorromanos, una de las más célebres será “la octava esfera” o “esfera de las estrellas fijas”, y entre ellas estará el globo que porta el Atlas Farnesio, cuya configuración posiblemente nos pudo relatar el astrónomo Hiparco, cuyas obras se han perdido en su mayor parte.
La representación de las esferas celestes se puede apreciar bien como el “globo” que porta el Atlas Farnesio o “planisferios celestes”, que fueron utilizados principalmente en las copias de los Aratea en el período carolingio y sus derivados. Este tipo de planisferios han servido inclusive para representar en las iglesias la creación del universo o los techos estrellados en las bóvedas de iglesias o capillas que fueron decoradas durante el período gótico.

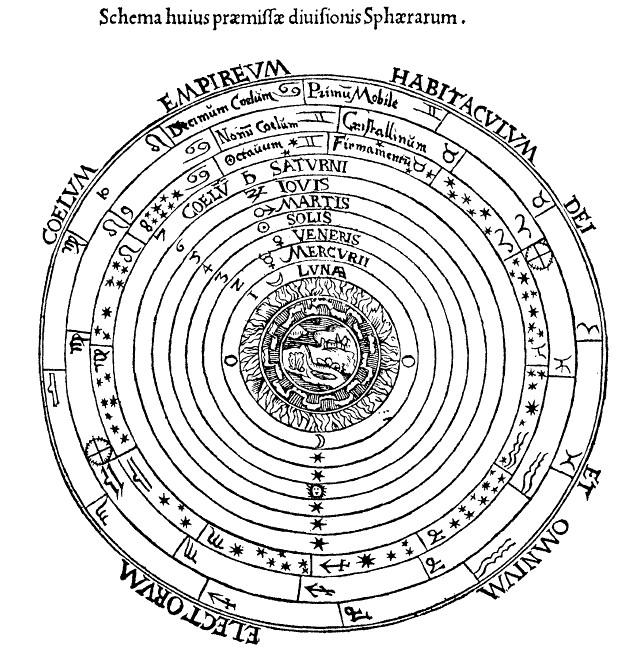
Esferas celestes geocéntricas, Cosmographia, Pedro Apiano, Amberes, 1539.

Para Arato sólo existen cuatro, las otras seis esferas se fueron añadiendo, conforme más estudios sobre astrología se fueron haciendo. Pues Arato y otros estudiosos alejandrinos estudiaron las constelaciones que se alcanzaban a percibir desde el hemisferio norte, es decir desde la ciudad de Alejandría.
En cuanto a la literatura, los Fenómenos llegaron a ser de gran importancia, tanta como la Ilíada y la Odisea de Homero. Por esto han suscitado a lo largo de la historia numerosos comentarios en griego y latín y traducciones. Inmenso fue su prestigio entre los poetas helenísticos, incluidos Teócrito, Calímaco y Leónidas de Tarento. Este aprecio fue recogido por poetas latinos, entre ellos Ovidio y Virgilio. Las versiones latinas fueron hechas por Publio Terencio Varrón Atacino, Marco Tulio Cicerón (en su mayoría existentes), Ovidio (solo quedan dos fragmentos cortos), el miembro de la dinastía imperial Julio Claudia Germánico (existente, con escolios), y el menos famoso Avieno (existente). Quintiliano se mostró menos entusiasta. Arato también fue citado por el autor de los Hechos de los apóstoles (que se cree que es Lucas el Evangelista), en Hechos XVII:28, donde relata el discurso de San Pablo en el Areópago de Atenas. Pablo, hablando del Dios desconocido, cita la quinta línea de los Fenómenos de Arato (aunque algunos piensan que Epiménides parece ser la fuente de la primera parte de Hechos 17:28, algo que aparece menos claro):

Ἐκ Διὸς ἀρχώμεσθα, τὸν οὐδέποτ' ἄνδρες ἐῶμεν / ἄρρητον· μεσταὶ δὲ Δ ιὸς πᾶσαι μὲν ἀγυιαί, / πᾶσαι δ' ἀνθρώπων ἀγοραί, μεστὴ δὲ θάλασσα / καὶ λιμένες· πάντη δὲ Διὸς κεχρήμεθα πάντες. / τοῦ γὰρ καὶ γένος εἰμέν. κτλ. / Comencemos con Zeus, a quien los mortales nunca dejamos sin hablar. / Porque cada calle, cada mercado está lleno de dios. / Incluso el mar y el puerto están llenos de esta deidad. / En todas partes, todos están en deuda con Dios. / Porque ciertamente somos linaje suyo... (Arato, Fenómenos, 1–5)

Se conocen los autores de veintisiete comentarios; sobreviven los de Teón de Alejandría, Aquiles Tacio e Hiparco de Nicea. Una traducción al árabe fue encargada en el siglo IX por el califa Al-Ma'mun. Es citado por Vitruvio, Esteban de Bizancio y Estobeo. Se conservan varios relatos de su vida, por escritores griegos anónimos. Su prestigio pervivió en la Alta Edad Media a través del curiosísimo Aratus Latinus de época merovingia. Fue un texto muy leído en el Renacimiento.

## Eponimia
- El cráter lunar Aratus lleva este nombre en su memoria.[3]
- El asteroide (12152) Aratus también conmemora su nombre.[4]